# Кропивницький Володимир Іванович
Володимир Іванович Кропивницький ( 8 квітня, 1942 року, Крачки, Хмельницький район, Хмельницька область - 16 березня, 2025 року, Наркевичі, Хмельницький район) — педагог, композитор, музикознавець, пропагандист музичного мистецтва, член Всеукраїнської музичної спілки.

## Біографія
Народився 8 квітня 1942 р. в с. Крачки Хмельницького району Хмельницької області.
Ріс та виховувався у великій селянській сім'ї колгоспників, де було п'ять братів та сестра. Про музику й пісню міг тільки мріяти, бо не було де і в кого вчитися. Самотужки навчився грати на гармошці. Навчався в місцевій початковій школі, пізніше в Захаровецькій ЗОШ. Після закінчення сьомого класу пішов працювати гармоністом в місцевий сільський клуб і на навчання в 8 клас до Наркевицької ЗОШ, яку закінчив у 1960 р. В цьому ж році за рахунок колгоспу, який очолював Гнат Павлович Ціхоцький, навчався на курсах хормейстерів при Хмельницькому музичному училищі — це були перші кроки в світ музики.
Відслужив строкову службу в армії.
1964—1968 — вчитель музики Захаровецької ЗОШ.
1968 — переїхав в смт. Наркевичі на постійне місце проживання.
Музичну освіту здобув в Кам'янець-Подільському училищі культури та на музично-педагогічному факультеті Рівненського педагогічного інституту.
З 1968 р. і досі працює на музично-педагогічній роботі в смт. Наркевичі Волочиського району.

## Творчий шлях
Крім основної роботи, він багато часу та уваги приділяє музично-пісенній творчості і методичній роботі.
Під час роботи в Захаровецькій ЗОШ написав на власні тексти низку пісень: «На катку», «Випускники», «Повернення», «Пісня про Героя радянського союзу П. С. Коваца», яка стала Гімном школи — це були перші творчі кроки.
В його авторстві понад 60 пісень на тексти: Т. Мезенцевої, В. Сосюри, М. Пляцковського, Р. Казакової; подільських авторів: М. Федунця, В. Семеновського, Ю. Гулай, В. Стаднічук, В. Сойка та власні.
1993 — вийшли друковані книги: «Про музику і композиторів», «Не цурайся пісні», «Музично-пісенна творчість митців Хмельниччини».
Кропивницький Володимир Іванович створив багато різноманітних хорових колективів, вокальних та вокально-інструментальних ансамблів, виконавська майстерність яких була на високому виконавському рівні.
Його пісні в репертуарі різних виконавців та колективів.

## Творчий доробок
1. Кропивницький В. І. Про музику і композиторів / В. І. Кропивницький. –Хмельницький: Поділля, 1993. — 173 с.
2. Кропивницький В. І. Не цурайся пісні / В. І. Кропивницький. — Хмельницький: Поділля, 1993. — 117 с.
3. Кропивницький В. І. Музично-пісенна творчість митців Хмельниччини / В. І. Кропивницький. — Хмельницький, 1997. — 269 с.
4. Кропивницький В. Золота осінь — 2008 / В. І. Кропивницький // Зоря. — 2008. — 11 листоп.
5. Кропивницький В. День відкритих дверей / В. І. Кропивницький // Зоря. — 2008. — 23 трав
6. Кропивницький В. Здобутки ліцеїстів / В. І. Кропивницький // Зоря. — 2007. — 28 верес.
7. Волочиському професійному ліцею — сорок років / В. І. Кропивницький // Зоря-2007. — 30 берез.
8. Кропивницький В. Волочиський ліцей святкував випуск спеціалістів / В. І. Кропивницький // Зоря. — 2005. — 1 лип.
9. Кропивницький В. Люблять пісню у ліцеї / В. І. Кропивницький // Зоря. — 2005. — 6 квіт.
10. Кропивницький В. І. Афоризми та короткі статті Володимира Кропивницького (вибрані та доповнені): дослідження / В. І. Кропивницький. — Вінниця: Твори, 2020. — 56 с. : портр. — ISBN 978-966-949331-6
11. Кропивницький В. І. Впізнай себе. Люби життя, людей і Україну / В. І. Кропивницький. — Вінниця: Твори, 2019. — 68 с. — ISBN 978-617-7742-45-5